# 1280-е годы
1280-е (ты́сяча две́сти восьмидеся́тые) го́ды по юлианскому календарю — промежуток времени с 1 января 1280 года по 31 декабря 1289 года, включающий 1280 год 8-го десятилетия   и с 1281 по 1289 годы    9-го десятилетия XIII века 2-го тысячелетия.  Они закончились 736 лет назад.

## Важнейшие события

### 1280
- Битва при Моклин[англ.], победа Гранадского эмирата над Королевством Кастилии[1].
- Начало строительства северной части Великого канала в Китае[2].
- Предки маори прибыли на Новую Зеландию из восточной Полинезии[3].
- Город Турин завоёван Томасом III Пьемонтским[4].

### 1281
- Вторая неудачная попытка монгольского вторжения в Японию[5].
- Битва при Хомсе, мамлюкский султан Калаун отражает нападение монгольского ильхана Абака-хана[6].
- Симон Монпитье де Брион становится новым Папой Римским под именем Мартин IV[7].
- Осман I становится беем Сёгюта[8].

### 1282
- Валлийский принц Давид III ап Грифид атакует Харденский замок[9].
- Король Португалии Диниш I женился на Изабелле Португальской в Транкозу[10].
- Педро III стал королём Арагона[11].
- Убийство Лливелина ап Грифид[12].

### 1283
- Второй бирманский поход монголов[13].
- Рамакхамхаенг Великий создаёт тайский алфавит на основе деванагари, кхмерского алфавита и грантха[14].
- Большая часть Дублина, включая Собор Святого Патрика, сгорела[15].
- В Райнфельдене заключён Райнфельденский договор[англ.], согласно которому Рудольф II уступает свои права на герцогства Штирия и Австрия Альбрехту I[16].
- Битва за Мальту[англ.], флот Неаполитанского королевства разбит Арагонской короной[17].

### 1284
- Абу Хафс Умар I отвоёвывает Тунис и вновь устанавливает власть Хафсидов над Ифрикией[18].
- Ментешеогуллары завоёвывают византийский город Траллы[19].
- Шведский город Йёнчёпинг получил городские привилегии[20].

### 1285
- Сакура становится новым мансой империи Мали[21].
- Золотая орда под командованием Ногая и Тула-Буга вместе с половцами вторгается в Венгрию[22].
- В Англии принят Вестминстерский статут[англ.][23].
- Джакомо Савелли становится новым Папой Римским под именем Гонорий IV[24].

### 1286
- Основано княжество Беджая[18].
- Король Шотландии Александр III умер, упав с лошади[25].
- Сиенская республика под правительством гвельфов дозволяет изгнанных гибеллинам вернуться[26].

### 1287
- Арагонский флот напал на Керкенну[18].
- Вареру[англ.] основал королевство Хантавади на территории Мьянмы[27].
- Битва у Паган[англ.], Паганское царство пало перед империей Юань[28].
- Арагонская аристократия вынудила короля Альфонсо III выпустить билль о правах Privilegium Generale[29].

### 1288
- Японский девиз правления Коан заменён на Сёо[30].
- Битва при Воррингене, Жан I побеждает Кёльнское курфюршество[31].
- Джироламо Маши д’Асколи становится новым Папой Римским под именем Николай IV[32].
- На территории современной Белоруссии закончено строительство Каменецкой башни[33].

### 1289
- После месячной осады Триполи мамлюкский султан Сайфуддин Калаун захватил графство Триполи[34].
- Закончено строительство замка Конуи по заказу Эдуарда I[35].
- В Сиене воссоздан банк Гран-Тавола[англ.][36].